# Dekan von Westminster
Der Dekan von Westminster (engl. Dean of Westminster) ist der Vorsteher der Kollegiatstiftskirche St. Peter zu Westminster, kurz Westminster Abbey.
Er ist in der Reformation als Nachfolger des Abtes der Westminsterabtei berufen worden und war zehn Jahre lang (1540–1550) Bischof des Bistums von Westminster. Zwischen 1662 und 1802 war er zugleich Bischof von Rochester.
An die Stelle der Klostergemeinschaft wurde in der Reformation ein Kollegium aus Dekan und Domherren, niedrigen Kanonikern und weltlichem Personal geschaffen mit der Aufgabe, die Fortsetzung der täglichen Gottesdienste sicherzustellen. Der Dekan und das Kapitel waren bis ins frühe 20. Jahrhundert auch für einen Großteil der Zivilverwaltung von Westminster zuständig.
Auch bei großen staatlichen Anlässen spielt der Dekan eine wichtige Rolle. So hat er das Recht, den jeweiligen Monarchen vor und während seiner Krönung in den Riten und Gebräuchen zu unterweisen und während des Gottesdienstes den Erzbischof von Canterbury bei seinen Pflichten zu unterstützen. Er übergibt die Regalien und empfängt sie zum Teil zurück. Zuletzt war er Vorsteher bei der Hochzeit von William Mountbatten-Windsor und Kate Middleton am 29. April 2011.
Amtierender Dekan von Westminster ist seit November 2019 David Hoyle.